# Șerboeni
Șerboeni – wieś w Rumunii, w okręgu Ardżesz, w gminie Buzoești. W 2011 roku liczyła 1484 mieszkańców.